# Унгвари, Миклош
Миклош Унгвари (англ. Miklós Ungvári; род. 15 октября 1980, Цеглед, Пешт) — венгерский дзюдоист выступающий в полулёгкой весовой категории до 66 кг. Серебряный призёр олимпийских игр (2012), бронзовый призёр чемпионата мира (2005, 2007, 2009), многократный победитель чемпионата Европы и национального первенства.

## Биография
В 2012 году на летних Олимпийских играх в Лондоне в полуфинале победил испанского дзюдоиста Сугою Уриарте, но в финале проиграл грузинскому дзюдоисту Лаша Шавдатуашвили, и завоевал серебряную медаль в весовой категории до 66 кг.
В 2016 году на летних Олимпийских играх в Рио-де-Жанейро в весовой категории до 73 кг дошёл лишь до четвертьфинала, где проиграл азербайджанскому дзюдоисту Рустаму Оруджеву.

## Выступления на Олимпиадах
| Олимпиада   | Дисциплина              | Место    |
| ----------- | ----------------------- | -------- |
| Афины 2004  | дзюдо, мужчины до 66 кг | AC       |
| Пекин 2008  | дзюдо, мужчины до 66 кг | 17 место |
| Лондон 2012 | дзюдо, мужчины до 66 кг | 2 место  |